# 城关街道 (临朐县)
城关街道，是中华人民共和国山東省潍坊市临朐县下辖的一个乡镇级行政单位。2004年，由临朐镇改为城关街道。2007年，临朐县行政区划调整，纸坊镇并入。城关街道月庄村是全国最大的樱桃集散地之一。

## 行政区划
城关街道下辖以下地区：
西坦社区、南关社区、兴隆社区、东郡社区、太平社区、后楼社区、大陡沟社区、教场社区、粟山社区、高倪社区、水磨社区、月庄社区、魏家庄社区、李家庄社区、岩头社区、田村集社区、南亭子村、北五里庄村、衡里炉村、石埠村、井田村、朱封村、柳家圈村、东朱堡村、谭马村、纸坊村、凤凰村、殷家河村、高家庄村和西安村。